# Ротонди (Авелино)
Ротонди (итал. Rotondi) је насеље у Италији у округу Авелино, региону Кампанија.
Према процени из 2011. у насељу је живело 3009 становника. Насеље се налази на надморској висини од 275 м.

## Становништво
Према резултатима пописа становништва 2011. у општини је живело 3.580 становника.
| 1931. | 1936. | 1951. | 1961. | 1971. | 1981. | 1991. | 2001. | 2011. |
| ----- | ----- | ----- | ----- | ----- | ----- | ----- | ----- | ----- |
| 2.301 | 2.411 | 2.998 | 3.253 | 2.786 | 3.110 | 3.200 | 3.346 | 3.580 |